# Bilal Bari
Bilal Bari (19 januari 1998) is een Marokkaans-Frans voetballer die sinds 2019 uitkomt voor CS Concordia Chiajna. Bari is een aanvaller.

## Carrière
Bari startte zijn profcarrière bij RC Lens, waar hij op 27 juli 2018 zijn officiële debuut in het eerste elftal maakte toen hij in de Ligue 2 tegen US Orléans mocht invallen voor Yannick Gomis. Drie weken later kreeg hij in de Coupe de la Ligue een basisplaat tegen FC Tours. Op 27 augustus 2018, een maand na zijn profdebuut, leende Lens hem voor een seizoen uit aan de Marokkaanse eersteklasser Renaissance Sportive de Berkane. Bari won met de club de Coupe du Trône 2018. Hij haalde met de club ook de finale van de CAF Confederation Cup 2018/19.
Na zijn uitleenbeurt aan RS de Berkane liet Lens de 21-jarige Bari op definitieve basis vertrekken naar de Roemeense tweedeklasser CS Concordia Chiajna.